# ادما (روسیه)
ادما (به لاتین: Edma) یک منطقهٔ مسکونی در روسیه است که در استان آرخانگلسک واقع شده‌است.